# Makarszczyzna
Makarszczyzna (biał. Макаршчына; ros. Макарщина) – wieś na Białorusi, w obwodzie witebskim, w rejonie postawskim, w sielsowiecie Woropajewo.

## Historia
W czasach zaborów w gminie Postawy, w powiecie dzisieńskim, w guberni wileńskiej Imperium Rosyjskiego.
W dwudziestoleciu międzywojennym wieś leżała w Polsce, w województwie wileńskim, w powiecie duniłowickim, od 1926 w powiecie dziśnieńskim, w gminie Postawy, a następnie w gminie Woropajewo.
Według Powszechnego Spisu Ludności z 1921 roku zamieszkiwało tu 136 osób, wszystkie były wyznania prawosławnego. Jednocześnie 3 mieszkańców zadeklarowało polską a 133 białoruską przynależność narodową. Było tu 26 budynków mieszkalnych. W 1931 w 28 domach zamieszkiwały 152 osoby.
Wierni należeli do parafii rzymskokatolickiej i prawosławnej w Duniłowiczach. Miejscowość podlegała pod Sąd Grodzki w Postawach i Okręgowy w Wilnie; właściwy urząd pocztowy mieścił się w Woropajewie.
Po agresji ZSRR na Polskę w 1939 roku wieś znalazła się w granicach BSRR. W latach 1941–1944 była pod okupacją niemiecką. Następnie leżała w BSRR. Od 1991 roku w Republice Białorusi.